# Jean Chassang
Jean Chassang, né le 8 février 1951 à Désertines (Allier), est un coureur cycliste français des années 1970-80. Chassang est sociétaire au club cycliste local du VC Saint Pourcain.

## Biographie
Professionnel de 1975 à 1984, Jean Chassang remporte 20 épreuves, notamment le Critérium national en 1977 à Toucy en battant au sprint Raymond Delisle et le titre de Champion de France de cyclo-cross en 1981,. Il est un précieux coéquipier de Bernard Hinault.

## Palmarès sur route
- Amateur
  - 1971-1974 : 41 victoires
- 1970
  - 5eb étape de la Route de France
- 1971
  - 2e étape du Tour Nivernais Morvan
- 1972
  - 2e étape du Tour Nivernais Morvan
  - 2e du Circuit de la vallée de la Creuse
  - 3e du championnat d'Auvergne
- 1973
  - Grand Prix de la Trinité
  - Tour Nivernais Morvan :
    - Classement général
    - 4e étape

  - 2e du Circuit boussaquin
  - 2e du Circuit des Monts du Livradois
  - 2e du Circuit du Cantal
  - 3e du championnat d'Auvergne
- 1974
  - Trois Jours de Lumbres
  - Paris-Auxerre
  - 2e de Paris-Épernay
  - 2e du championnat de France amateurs
  - 2e du championnat d'Auvergne
  - 2e du Prix des Vins Nouveaux
  - 3e du Circuit des Boulevards
  - 3e du Grand Prix des Foires d'Orval
- 1975
  - 3e du Critérium national
- 1976  
  - 2e du Tour du Limousin
  - 3e du Tour de l'Oise
- 1977
  - Critérium national
  - 2e de la Route nivernaise
  - 3e du Tour méditerranéen
- 1978
  - 3e étape du Tour de Luxembourg
  - 3e du Grand Prix de Fourmies
- 1979
  - 6e étape de Paris-Nice
  - 1re et 3e étapes du Tour de Corse
  - 5e étape du Tour du Limousin
  - 2e du Tour du Haut-Var
  - 2e du Grand Prix de Plouay
  - 3e du Tour de l'Oise
- 1980
  - 1rea étape du Tour d'Armor
  - 4e de l'Amstel Gold Race
- 1981
  - Grand Prix de Rennes
  - 3eb étape du Tour d'Armor
  - 3e étape de l'Étoile des Espoirs
  - 2e de la Polymultipliée
  - 2e de Paris-Camembert
  - 9e de Paris-Roubaix
- 1982
  - 2e et 3e étapes du Tour d'Armor
- 1985
  - 3e étape des Trois Jours de Vendée
  - Grand Prix des Grattons
  - Grand Prix de Châtel-Guyon

## Résultats sur le Tour de France
6 participations
- 1976 : abandon (10e étape)
- 1977 : hors délai (17e étape)
- 1979 : 35e
- 1980 : 74e
- 1981 : 70e
- 1982 : 80e

## Palmarès en cyclo-cross
- 1977-1978
  - 2e du championnat de France de cyclo-cross
- 1978-1979
  - 3e du championnat de France de cyclo-cross
- 1980-1981
  -  Champion de France de cyclo-cross